# Wargaluyu (Tanjungmedar)
Wargaluyu is een bestuurslaag in het regentschap Sumedang van de provincie West-Java, Indonesië. Wargaluyu telt 3516 inwoners (volkstelling 2010).